# Advanced Photo System

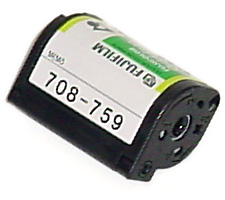
Pouzdro na film APS (IX240)

Advanced Photo System (APS) je označení formátu filmu používaného ve fotografii. Společnost Kodak jej nazývá obchodním názvem „Advantix“. Formát existuje ve třech variantách:
- H – „High Definition“ (30,2 × 16,7 mm; poměr stran obrazu 16:9; 4 × 7" výtisk)
- C – jako „Classic“ (25,1 × 16,7 mm; poměr stran obrazu 3:2; 4 × 6" výtisk)
- P – jako „Panoramic“ (30,2 × 9,5 mm; poměr stran obrazu 3:1; 4 × 12" výtisk)

Formáty C a P se tvoří oříznutím. Plný obraz je zaznamenán na film a obraz zaznamenaný v jednom poměru stran může být vytištěný v jiném poměru. Formát C má ekvivalentní poměr stran obrazu jako 35mm film. Většina APS fotoaparátů (s výjimkou některých jednorázových fotoaparátů) může nahrávat ve všech třech formátech; výběr formátu je označen (v závislosti na fotoaparátu) na filmu sérií exponovaných čtverců podél oblasti obrazu nebo je nahraný na magnetické vrstvě. Pokud operátor neurčí formát, zvolí stroj na tisk fotografií výstupní formát podle těchto indikátorů.

## APS v digitální fotografii
V digitální fotografii se některé typy senzorů označují jako APS-C, případně APS-H, protože mají velikost snímače přibližně stejnou jako velikost filmového políčka v systému APS.